# Jinta, Jinta
Jinta (kinesiska: 金塔)  är en köping i nordvästra Kina. Den ligger i Jinta härad i staden Jiuquan i provinsen Gansu, omkring 610 kilometer nordväst om provinshuvudstaden Lanzhou.